# Nexus (アルバム)
『Nexus』（ネクサス）は、日本のバンド、ストレイテナーの、メジャー5枚目のオリジナルアルバム。2009年2月11日にEMIミュージック・ジャパンから発売された。

## 概要
- 前作から約1年3ヶ月振り、フルアルバムとしては『LINEAR』以来約1年11ヶ月振りとなるリリース。2008年に大山純が加入し、4人体制になってから初のアルバムである。
- 初回版には「Nexus Tour ファイナル 2009.5.8 @日本武道館 公演」チケット応募抽選・先行予約券が封入されている。

## 収録曲
| 全作詞・作曲: ホリエアツシ。 |                         |              |              |      |
| #                            | タイトル                | 作詞         | 作曲・編曲   | 時間 |
| 1.                           | 「クラッシュ」          | ホリエアツシ | ホリエアツシ | 5:28 |
| 2.                           | 「Little Miss Weekend」 | ホリエアツシ | ホリエアツシ | 3:32 |
| 3.                           | 「Ark」                 | ホリエアツシ | ホリエアツシ | 4:54 |
| 4.                           | 「Lightning」           | ホリエアツシ | ホリエアツシ | 4:27 |
| 5.                           | 「Magic Blue Van」      | ホリエアツシ | ホリエアツシ | 3:29 |
| 6.                           | 「蝶の夢」              | ホリエアツシ | ホリエアツシ | 5:07 |
| 7.                           | 「Black Hole」          | ホリエアツシ | ホリエアツシ | 5:20 |
| 8.                           | 「Stilt」               | ホリエアツシ | ホリエアツシ | 3:42 |
| 9.                           | 「イノセント」          | ホリエアツシ | ホリエアツシ | 5:18 |
| 10.                          | 「ネクサス」            | ホリエアツシ | ホリエアツシ | 5:23 |
| 合計時間:                    | 合計時間:               | 46:40        |              |      |

### 曲解説
1. クラッシュ
ライブ映像を使用したPVが制作されている。
2. Little Miss Weekend
メジャー9thシングル。
3. Ark
4. Lightning
メジャー10thシングル。
元々は日向と大山で制作していたものにホリエのピアノが合わさって完成した曲。ホリエ曰く「自分の詩じゃない感じがする」。
5. Magic Blue Van
  - 『ASIAN KUNG-FU GENERATION presents NANO-MUGEN COMPILATION 2009』にも収録され、PVも制作されている。
6. 蝶の夢
最後が次曲にそのままつながっている。
7. Black Hole
配信限定シングル。全英語詞である。シングルとはアレンジが異なる。
8. Stilt
9. イノセント
ピアノが使われている。曲のリズムが8分の6拍子である。
10. ネクサス
DVD「Emotional Picture Soundtrack」にアコースティック・バージョンのPVが収録されている。このバージョンは2009年5月8日に行われた日本武道館でのNEXUS TOUR FINALのダブルアンコール前にも流されており、DVD「NEXUS TOUR FINAL」で確認できる。

## 演奏
- ホリエアツシ：Vocal, Guitar, Piano, Synthesizer
- 大山純：Guitar
- 日向秀和：Bass
- ナカヤマシンペイ：Drums